# 长乐路800号住宅
长乐路800号住宅位于上海市静安区长乐路常熟路口，是一幢古典式的花园洋房。其建于1930年代的蒲石路（今长乐路），今为普通民居。1999年，住宅入选第三批上海市优秀历史建筑。

## 建筑特色
住宅为砖木结构，由两栋楼组成，南立面对称。底层设有敞廊，2层中部则是一大平台。房屋立面采用细卵石铺设，局部如墙角、勒角等转角处和檐下则铺以清水红砖。屋顶铺红瓦，坡度较大，檐下有木条支撑。屋顶设有老虎窗，西侧还有一四坡尖塔。房屋西侧为一庭院，政府曾在1993年对该庭院进行重点改造。